# José Carlos Rivero
José Carlos Rivero (Lima, Perú, 2 de mayo de 1981), es un árbitro de fútbol de los Estados Unidos.

## Trayectoria
Su abuelo Carlos Rivero Angeles fue uno de los tres árbitros legendarios en Perú en los primeros días de su fútbol internacional, y también fue un árbitro de voleibol con tantos elogios que ofició en los Juegos Olímpicos. Incluso con todas esas influencias, se dispuso a ser un jugador primero y se sentó entre los palos como portero.
Su padre estuvo activo en 1996 y arbitrando al mismo nivel que la MLS en Perú, cuando sufrió un accidente automovilístico y perdió su pierna, su carrera terminó en ese día. Tenía 15 años en ese momento, y le dijo a su padre que continuaría con su carrera. A los 37 años ha cumplido la promesa y ha ascendido a la MLS, en 2012. Actualmente ha dirigido en los playoffs de la MLS y la final de la USL.
En el campo, es famoso por haber expulsado a un jugador por entrar al campo sin permiso después de un tratamiento lateral.

### Fraude laboral
Su temporada 2014 finalizó prematuramente después de ser arrestado en Nueva York, enfrentando acusaciones graves de fraude laboral por despido después de haber recaudado más de 14.000 $ mientras tenía un empleo remunerado. Logró que todo se solucionara rápido y regresó a la cancha para comenzar la temporada 2015.